# 황건적
황건적(黃巾賊)은 중국 후한(後漢) 말기에 장각(張角)을 우두머리로 하여 봉기해 184년 황건의 난을 일으킨 유적(流賊)이다. 머리에 누런 수건을 쓴 것이 특징이며, 태평도(太平道)라는 종교를 세워 후한을 타도하려고 시도했으나 실패했다. 이들의 등장으로 중국 삼국 시대
가 개막되는 도화선이 마련되었다.

## 개요
후한(後漢) 말기 외척이나 환관의 전횡으로 인하여 병으로 고통을 겪는 사람들이 늘어가자 후한 영제 때에 장각(張角)은 동생인 장보(張寶), 장량(張梁)과 함께 하북(河北) 지역의 거록(鋸鹿)을 중심으로 사람들을 치료하기 시작했다. 이후 10여 년 사이에 수십만 명의 신도를 얻어 일대 교단(敎團)으로 성장했으며, 184년 장각을 필두로 황건의 난을 일으켰으나 장각, 장보, 장량이 모두 사망하면서 실패로 돌아갔다. 이후 192년 다시 봉기를 일으켰으나 조조(曹操)에 의해 진압당했다.

## 영향
비록 후한(後漢) 타도에는 실패했지만 황건적의 등장으로 인해 후한 말기 정부의 실정으로 인한 사회적 혼란이 가중되었으며, 지방 장관의 권한이 점차 증대되는 계기를 제공해 결과적으로 후한이 멸망하게 된 도화선을 제공하였다.

## 정사에서 등장하는 황건적
- 장각(張角): 천공장군
- 장보(張寶): 지공장군
- 장량(张梁): 인공장군
- 공도(龔都)
- 관해(管亥)
- 당주(唐周)
- 마원의(馬元義)
- 손중(孫仲)
- 유벽(劉辟)
- 장만성(張曼成)
- 조홍(趙弘)
- 파재(波才)
- 하만(何蔓)
- 하의(何儀)
- 한충(韓忠)
- 황소(黃邵)

## 삼국지연의에서만 등장하는 황건적
- 고승(高昇)
- 등무(鄧茂)
- 배원소(裴元紹)
- 변희(卞喜)
- 엄정(嚴政)
- 정원지(程遠志)
- 주창(周倉)

## 같이 보기
- 황건의 난